# Josh Collins
Josh Collins (Gander, Isla de Terranova, 5 de agosto de 1993) es un actor canadiense.

## Inicios
Josh nació en Gander, Isla de Terranova. Es el primer hijo de su madre, escritora y trabajadora social. Trasladado a la zona rural de Alberta cuando tenía 6 años, Josh y sus hermanas pequeñas se criaron en pequeños pueblos agrícolas después de que su madre se volviera a casar. Después de graduarse, Josh se fue a Vancouver para seguir una carrera cinematográfica. Tras graduarse en el Programa de Interpretación de la Escuela de Cine de Vancouver en 2013, empezó a trabajar en la industria cinematográfica de Vancouver, donde sigue residiendo.

## Filmografía
| Año  | Título                                | Personaje               |
| ---- | ------------------------------------- | ----------------------- |
| 2014 | Moving Down                           | Chico de elevador       |
| 2014 | Robyn Hood                            | Goblin 2                |
| 2015 | iZombie                               | Jugador de basketball   |
| 2015 | After Eden                            | Frat Boy                |
| 2015 | Charlotte's Song                      | Tall Goon               |
| 2016 | Zoo                                   | Goon 1                  |
| 2016 | ABCs of Death                         | Miembro del culto       |
| 2016 | To Kill a Rockstar                    | Morrison                |
| 2018 | Archons                               | Mitchell Ashley-Hoffman |
| 2019 | Supernatural                          | Alan/Eddie              |
| 2019 | The Twilight Zone                     | Patrón de bar           |
| 2020 | Los 100                               | Otis                    |
| 2021 | Batwoman                              | Chris Heyner            |
| 2021 | Joe Pickett                           | Chris Urman             |
| 2022 | Apariences                            | Lennox House Bartender  |
| 2021 | Family Law                            | Devon                   |
| 2021 | Good Grief                            | Charlie                 |
| 2023 | Hoax: The Kidnapping of Sherri Papini | Chris                   |
| 2023 | Dil Rakh                              | Darryl Leno             |
| 2023 | The Hurt Unit                         | Briscoe                 |
| 2023 | Monarch: Legacy of Monsters           | Agente Sabitha          |
| 2023 | Teacher & Barlow                      | Russell thatcher        |